# Lijst van Brusselse ministers van Informatica en Digitalisering
Dit is een lijst van ministers van Informatica en Digitalisering in de Brusselse Hoofdstedelijke Regering.

## Lijst
| Nr. | Minister | Minister                 | Partij | Partij | Begin        | Einde        | Regering(en)          | Bevoegdheid                                                 |
| --- | -------- | ------------------------ | ------ | ------ | ------------ | ------------ | --------------------- | ----------------------------------------------------------- |
| 1   |          | Guy Vanhengel (1958)     |        | VLD    | 19 juli 2004 | 16 juli 2009 | Picqué III            | Regionale Informatica                                       |
| 2   |          | Brigitte Grouwels (1953) |        | CD&V   | 16 juli 2009 | 20 juli 2014 | Picqué IV, Vervoort I | Informatica/ Informaticabeleid                              |
| 3   |          | Rudi Vervoort (1958)     |        | PS     | 7 mei 2013   | 20 juli 2014 | Vervoort I            | Gewestelijke Statistiek                                     |
| S   |          | Bianca Debaets (1973)    |        | CD&V   | 20 juli 2014 | 18 juli 2019 | Vervoort II           | Gewestelijke en gemeentelijke Informatica en Digitalisering |
| 4   |          | Bernard Clerfayt (1961)  |        | DéFI   | 18 juli 2019 | heden        | Vervoort III          | Digitalisering                                              |